# خورخي سيرانو إلياس
خورخي أنطونيو سيرانو إلياس (بالإسبانية: Jorge Serrano Elías)‏ (من مواليد 26 أبريل 1945) كان رئيس غواتيمالا من 14 يناير 1991 إلى 31 مايو 1993.

## روابط خارجية
- خورخي سيرانو إلياس على موقع مونزينجر (الألمانية)
- قالب:CIDOB